# Drogen
Drogen é uma vila e antigo município da Alemanha localizado no distrito de Altenburger Land, estado da Turíngia. Pertencia ao Verwaltungsgemeinschaft de Altenburger Land. Desde 1 de janeiro de 2019, faz parte do município de Schmölln.

## Demografia
População em 31 de dezembro de cada ano:
| - 1994 - 159 - 1995 - 166 - 1996 - 177 - 1997 - 181 | - 1998 - 177 - 1999 - 176 - 2000 - 175 - 2001 - 164 | - 2002 - 173 - 2003 - 167 - 2004 - 169 - 2006 - 165 |

Fonte: Thüringer Landesamt für Statistik

## Organização municipal
O município de Drogen está dividido em dois distritos: Drogen e Mohlis